# 矯慎
矫慎（?—?），字仲彦。扶风茂陵（今陕西省兴平市）人。东汉医家。
矫慎年少时喜为黄老之学，后隐居山谷，因穴为屋。仰慕赤松子、王子乔的导引术，遂成为当时有名的导引术士之一。矫慎与马融、苏章同乡同时，马融以博才显名，苏章以廉直著称，但他们都首先推重矫慎。汝南吴苍很看重他，写信给他观察他的志向，希望他出仕，为国出力。现在四海开辟，巢父、许由不隐居箕山，伯夷、叔齐悔入首阳山。矫慎不答。七十余岁，终身不娶。后忽然回家，说到自己哪一天死，到时候果然死了。后人有在敦煌见到矫慎，人民对他感到惊异，民间传为神仙。

## 延伸阅读
[在维基数据编辑]
 《後漢書·卷83》，出自范晔《後漢書》